# Ивановская (бывший Тарнянский сельсовет)
Ивановская — деревня в Шенкурском районе Архангельской области. Входит в состав муниципального образования «Никольское».

## География
Деревня расположена в южной части Архангельской области, в таёжной зоне, в пределах северной части Русской равнины, в 41,5 километрах на запад от города Шенкурска, на правом берегу реки Тарня, притока реки Ледь. Ближайшие населённые пункты: на северо-западе деревня Зуевская, на востоке деревня Рыбогорская.
Часовой пояс
Ивановская, как и вся Архангельская область, находится в часовой зоне МСК (московское время). Смещение применяемого времени относительно UTC составляет +3:00.

## Население
| 2002 | 2010 | 2012 |
| ---- | ---- | ---- |
| 33   | ↘13  | ↗18  |

## История
До момента образования Тарнянской волости в 1897 году деревня входила в состав Великониколаевской волости Шенкурского уезда.
В «Списке населенных мест Архангельской губернии к 1905 году» деревня Ивановская  насчитывает 20 дворов, 100 мужчин и 101 женщина. В административном отношении деревня входила в состав Тарнянского сельского общества Тарнянской волости.
На 1 мая 1922 года в поселении 48 дворов, 93 мужчины и 114 женщин.
С 2006 года по 2012 год деревня входила в состав Тарнянского сельского поселения.